# Parafia Dobrego Pasterza w Elblągu
Parafia Dobrego Pasterza w Elblągu – parafia Kościoła Polskokatolickiego w RP z siedzibą w Elblagu, położona w dekanacie pomorsko-warmińskim diecezji warszawskiej.

## Historia
Historia parafii polskokatolickiej w Elblągu rozpoczyna się 14 sierpnia 1947, kiedy wiernym przydzielono starą mennonicką świątynię na skrzyżowaniu ulic Orlej i Warszawskiej. Pierwszym proboszczem parafii został ks. Stanisław Cyran. Rekonsekracji kościoła dokonał 30 maja 1948 bp Józef Padewski. W kolejnych latach działalność duszpasterską prowadzili tutaj księża: Leonard Hodorski, Stanisław Obara, Teodor Elerowski, Józef Nowak, Kazimierz Dudek, Alfons Piór, Wojciech Bazarnik, Czesław Krasiukjanis i Józef Ofton. Z okazji 20-lecia swojej działalności, w 1968 parafia obchodziła bardzo dużą uroczystość, której przewodniczył biskup Tadeusz Majewski. W latach 1975–2013 proboszczem parafii był ks. mgr Jan Maria Zieliński – dziekan Dekanatu Elbląskiego w latach 1979–2003. Obecnie proboszczem jest ks. dziek. mgr Kazimierz Klaban.